# 南方公园剧场版
《南方公园加長未删減剧场版》（英語：South Park: Bigger, Longer & Uncut）是美国系列动画剧《南方公园》的电影版本，发行于1999年，并于同年获得奥斯卡金像奖最佳電影歌曲奖提名。该影片融合了大量迪士尼动画电影及百老汇歌剧的表演形式，并通过自身故事针砭时政，极尽恶搞、讽刺之能事。影片中12首歌曲由特雷·帕克、马克·沙曼和马特·斯通创作。歌曲《都怪加拿大》（Blame Canada） 更是获得奥斯卡最佳歌曲奖提名，歌曲《操你大爷》（Uncle Fucka）获得MTV电影奖最佳歌曲演绎奖。 该影片在美国国内由派拉蒙影业公司发行，在美国国外地区则由华纳兄弟影业公司发行。

## 剧情
屎蛋、阿尼、凱子和卡特曼四人偷偷溜进电影院观看由虚构的加拿大演员特伦斯和菲利普主演的成人电影《大小二便》（台翻譯：屁力火），该长达3个小时的影片无时无刻不充满了污秽的语言及情节，男孩们看完之后学会了许多粗口并迅速应用于生活中。结果他们的同学都纷纷溜进电影院观看该影片，并纷纷以说粗口为时尚。他们的妈妈们首先发现了这个问题，以凱子的妈妈为代表的“南方公园家庭教师协会”开始抵制该影片。同时，屎蛋的初恋对象温蒂开始与从Yardale转来的优秀学生格雷戈里恋爱，让屎蛋很不爽。屎蛋询问老爹该怎么办，老爹告诉他要找到阴蒂才行，虽然屎蛋不知道这是何物。
在又看了一遍电影之后，卡特曼和阿尼开始为现实中能不能点燃屁眼之火而争吵起来，结果阿尼成功点燃屁火却不慎将自己烧成重伤。阿尼最后死在医院裡，原因是医生错把一个馬鈴薯当成他的心脏植入他的体内。阿尼死后下了地狱。
凱子的妈妈带领家长们组成“妈妈抵制加拿大”组织，并逮捕了特伦斯和菲利普。加拿大人则轰炸了鲍德温兄弟的住所作为还击，美国随即对加拿大宣战，并宣判特伦斯和菲利普死刑。卡特曼在演唱《凱子的妈妈是个婊子》（Kyle's Mom Is a Bitch）时被凱子的妈妈无意中听到，结果他被在脑中植入V芯片以防止他说髒話（一说髒話的字即被电击）。
在地狱，阿尼遇到了恶魔撒旦及他的情人萨达姆·侯赛因。当撒旦听说地面上的战争时很是高兴，因为当地球上第一滴“无辜的血”滴到地面之时，就是他重返地球之日。萨达姆则表露了他想统治地球的野心，但撒旦却受不了他。阿尼建议撒旦离开萨达姆并得到撒旦的赞同，但他却无法付诸于行动，最后只得同意带萨达姆一起回到地上。
特伦斯和菲利普被处决前夕，凱子、屎蛋和卡特曼决定组成“抵抗组织”营救。格雷戈里提出了一个大胆的营救计划并赢得温蒂的进一步好感。屎蛋为了夺回温蒂的芳心，决心变得更“政治化”，加入了营救行动。凱子、屎蛋和卡特曼被派去寻找被上帝憎恨的男孩莫尔（The Mole），莫尔决定帮助他们拯救特伦斯和菲利普。特伦斯和菲利普将在美国劳军联合组织举行的一场晚会上被当众处以电刑。由於越来越多的加拿大人被所谓的“敢死营”带走，凱子不得不把他的加拿大弟弟BB（被收养）藏在阁楼裡。
在晚会开始后，男孩们的营救行动也开始了。卡特曼奉命去关闭晚会的电源闸门，但却被前来通风报信的阿尼的灵魂吓跑了。结果导致莫尔被发现并被警犬咬死。凱子和屎蛋拼命地跑到台上阻止行刑，但却无法阻止凱子的妈妈的命令。
就在此时，加拿大人突然发动突袭，卡特曼切掉了电椅的电源却意外导致V芯片故障。美国人和加拿大人开始了血肉拼杀，屎蛋发现了“阴蒂”并被告诫要拯救特伦斯和菲利普。他询问有关温蒂的事情，阴蒂告诉他要有自信，因为“女人喜欢自信”。特伦斯和菲利普被众人包围，凱子依然站出来反抗他的妈妈，但遗憾的是特伦斯和菲利普还是被凱子的妈妈射死。
当他们的血流到地上时，撒旦和萨达姆出现并带来了大破坏。萨达姆置撒旦於不顾，並要求每个人都向他俯首称臣，阿尼则鼓动撒旦反抗萨达姆。关键时刻，卡特曼发现芯片故障意外导致他具有超能力：当他说脏话的时候他能够发射超强电波，凭藉着一连串脏话后发出的电波，他最终打败了萨达姆。萨达姆最后向撒旦求救，却被幡然醒悟的撒旦杀死。
撒旦为了感谢阿尼的帮助，决定实现他的一个愿望，阿尼希望一切都回到战争之前的状态，而他自己则继续留在地狱中。温蒂终于与屎蛋重归于好，而阿尼最终得以升入天堂。

## 配音

### 主要角色
- 多才多艺的特雷·帕克除了给卡特曼、屎蛋、撒旦、菲利普等主要演员配音外，还给学校葛屁老師、军队将军、新闻播音员、电影院售票员、加拿大大使、甚至比尔·克林顿等多个角色配音。
- 本片的另一位灵魂人物马特·斯通则负责给凱子、阿尼、特伦斯、萨达姆、格雷戈里及比尔·盖茨等角色配音。

### 特邀配音嘉宾
- 乔治·克鲁尼 - 古阿士医生
- 布伦特·斯派尔 - 柯南·奥布莱恩
- 明妮·德里弗 - 波姬·小丝
- 戴夫·弗雷 - 鲍德温兄弟
- 埃里克·艾多尔 - 沃斯克脑壳博士
- 霍华德·麦吉林 - 格雷戈里（唱歌时）
- 迈克·詹郅

## DVD发行
本片美国版DVD发行于1999年11月23日，2000年3月23日，英国地区DVD发行并被英国电影审查局定级为15岁以上观看影片。

## 反响
影评家对评价该片为对政治进行机智且有趣讽刺的电影，该片在烂番茄网站被评分高达80%。2008年，该影片被《娱乐周刊》杂志列入“最期待续集的25部影片”和“过去25年来最搞笑电影”。
由于该片的用语粗俗，被收入2001年版的《吉尼斯世界纪录》“最污秽语言电影”。全片使用了399个脏字，平均每6秒钟就出现一次。其中有146次“fuck”，79次“shit”和66次“bitch”，128次侵犯性手势和221次血腥场景。
据说该片在伊拉克被禁播，因为片中薩達姆·海珊被描述成为恶魔撒旦的情人。

## 获奖
片中歌曲获得奥斯卡最佳歌曲奖提名，歌曲《都怪加拿大》则由罗宾·威廉姆斯在颁奖晚会现场演唱。这是奥斯卡颁奖晚会历史上第二支现场演唱的粗口歌曲。

### 其他奖项
- 美国电影基金会：E Pluribus Unum 奖提名
- 3项安妮奖提名
  - 动画戏剧节目杰出成就奖
  - 动画角色配音杰出成就奖
  - 动画电影编剧杰出成就奖
- MTV电影奖：最佳歌曲演绎奖（Uncle Fucka）
- 芝加哥影评人协会：最佳原创奖
- 纽约影评人协会奖：最佳动画电影奖
- 拉斯维加斯电影评论组织奖：最佳动画电影提名
- 洛杉矶影评人协会奖：最佳配乐奖
- 电影音效剪辑奖：最佳音乐剪辑奖
- 在线影评人协会奖：最佳原创奖
- 卫星大奖：最佳动画电影提名、最佳混音提名、最佳原创歌曲提名（Quiet Mountain Town）
- 美国电影协会 最佳美国音乐电影提名。[5]
- 2006年，该片在英国第4频道组织的“50部最优秀电影”投票中名列第5位。[6]
- 2006年，该片被帝国杂志评为史上最优秀电影166名。
- 2001年，特里·吉列姆将其列为史上10部最优秀的动画电影之一。[7].
- 2000年，完全电影杂志的读者推荐该片为史上最优秀戏剧影片第13名。